# Чубарь, Людмила Пантелеевна
Людмила Пантелеевна Чубарь (укр. Людмила Пантеліївна Чубар; род. 22 октября 1944, Мариуполь) — украинский юрист, судья Конституционного суда Украины в 1996—2005 гг.
В 1961—1970 гг. работала в Октябрьском районном суде своего родного города делопроизводителем, секретарём судебного заседания, судебным исполнителем. Окончила Харьковский юридический институт (1970). Завершив юридическое образование, в 1970—1979 гг. занимала должность судьи в Октябрьском районном суде. В 1979—1986 гг. заместитель начальника управления юстиции Донецкого облисполкома. В 1986—1996 гг. председатель Донецкого областного суда.
В октябре 1996 года в связи с учреждением Конституционного суда Украины на девятилетний срок избрана в состав этого органа Съездом судей Украины. В 2005 году освобождена от должности в связи с истечением срока полномочий.
В 2006—2007 гг. постоянный представитель кабинета министров Украины в Конституционном суде. Затем занимала должность советника премьер-министра Виктора Януковича.
Заслуженный юрист Украины (1997). Награждена орденом княгини Ольги II степени (2002), орденом «За заслуги» III степени (2006).

## Сочинения
- Чубарь Л. П. Защита прав и свобод человека и гражданина в конституционном судопроизводстве Украины // Конституционное правосудие. Вестник конференции органов конституционного контроля стран молодой демократии (Ереван). — 1999. — № 2.